# Kauffenheim
Kauffenheim ist eine französische Gemeinde mit 215 Einwohnern (Stand 1. Januar 2021) im Département Bas-Rhin in der Region Grand Est (bis 2015 Elsass), etwa 36 Kilometer nordöstlich von Straßburg.

## Geschichte
Erstmals urkundlich erwähnt wurde das Dorf als „Chochinheim“ im Jahr 884. Aus diesem Namen entwickelte sich über Cochenheim, Chochenheim, Kochenheim, Koechenheim das heutige Kauffenheim. Von 1359 bis 1680 war das Dorf im Besitz der auf Burg Fleckenstein ansässigen Adelsfamilie von Fleckenstein. 1720 fiel es in den Besitz der Prinzessin von Rohan-Soubise und verblieb dort bis zur Französischen Revolution.

## Weblinks

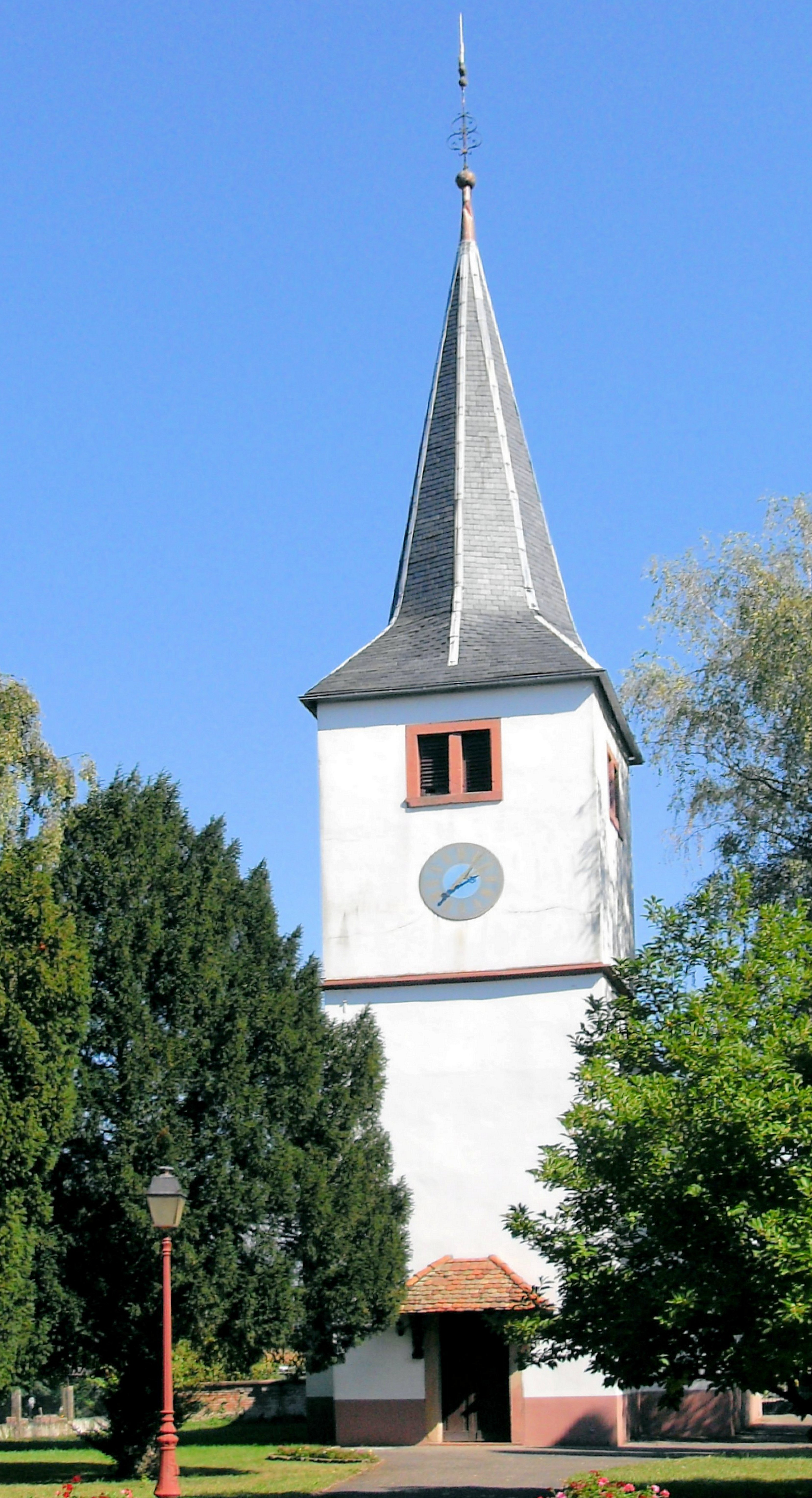
Kirche Saint-Jean-Baptiste in Kauffenheim

## Bevölkerungsentwicklung
| 1910 | 1962 | 1968 | 1975 | 1982 | 1990 | 1999 | 2007 | 2017 |
| ---- | ---- | ---- | ---- | ---- | ---- | ---- | ---- | ---- |
| 212  | 128  | 120  | 136  | 176  | 202  | 209  | 209  | 215  |